# 弗朗索瓦·赫特
弗朗索瓦·赫特（1938年2月21日—）是一名法國前足球員，司職前鋒。赫特代表法國國家隊首次參加1960年歐洲國家盃，並射入兩球成為該屆法國隊的神射手。
在厄爾省的一個小鎮勒菲德萊爾有一座體育場以他的名字命名。

## 外部鏈接
- François HEUTTE Profile （页面存档备份，存于）於法國足球總會（法語）